# 永田吉右衛門 (初代)
初代 永田 吉右衛門（ながた きちうえもん、1848年（嘉永元年4月） - 1901年（明治34年）6月12日）は、明治時代の政治家。銀行家。大地主。衆議院議員。岐阜県大野郡高山町長。本姓は森。名は道俊、号は五松庵。

## 経歴
飛騨国大野郡、のちの高山町（現高山市）出身。本姓は森でのち高山の素封家永田家を継いだ。
1871年（明治4年）2月、高山町二之町に産物会所を開設し、福田吉郎兵衛らとともに産物方として飛騨の振興発展に努めた。1889年（明治22年）7月1日、市町制実施に伴い高山町長に就任した。ほか、三星製糸製織場を建設した。財界では、飛騨銀行、濃飛農工銀行、十二銀行各取締役を歴任した。
1894年（明治27年）3月の第3回衆議院議員総選挙では岐阜県第7区から出馬し当選。衆議院議員を1期務めた。1897年（明治30年）8月、大地主互選議員として大野郡会議員に推挙された。晩年は和歌を能くした。

## 親族
- 長男：2代永田吉右衛門（衆議院議員）[2][5]